# Trencito de los Andes
Trencito de los Andes (Il Trenino Delle Ande), fue un grupo musical y una asociación cultural italiana dedicada al estudio y ejecución de la música andina. En el 2006, la agrupación dio por finalizada su labor y se refundó con el nombre de Il Laboratorio delle Uova Quadre ("El Laboratorio de los Huevos Cuadrados").

## Historia
Trencito de los Andes fue fundado en 1974 por los hermanos Raffaele Maria Clemente y Felice Maria Clemente en Roma, posteriormente en 1987, junto con Laura Grasso forman una asociación cultural.También fueron integrantes de la agrupación Paola Frondoni y desde 1978 hasta 1993 el músico suizo Claude Ferrier.
Los hermanos Clemente decidieron dedicarse a la música andina siendo menores de edad, en consecuencia formaron una agrupación que tuvo varios nombres hasta que optaron definitivamente por "Trencito de los Andes", nombre bajo el cual lanzaron su primera producción discográfica importante "Yawar Fiesta" (1983) homónima de la novela del escritor José María Arguedas.
De 1986 a 1987 realizaron su primer viaje de investigación musical a Perú, Bolivia y Ecuador. Luego de este viaje se asentaron el la localidad italiana Castellino delle Formiche, como una asociación cultural dedicada a estudiar y hacer grabaciones de música andina. Durante un corto tiempo la agrupación tuvo hasta diez integrantes y produjeron un programa radial de música andina con ayuda del sacerdote boliviano de origen aimara Marcelino Chuquimia. Parte del trabajo realizado durante este periodo fue recolipado y regrabado varios años después en la obra de cinco volúmenes "CONTINENTE LÍQUIDO - Castellino delle Formiche '89/91" (2003).   
En 1989 participan tocando Flauta de Pan en la banda sonora de la película Casualties of War, a cargo de Ennio Morricone con quien trabajarían en futuras producciones musicales.
En 1992, lanzan "¡Hermano Residente!", inspirado en el testimonio del migrante peruano Carlos Sánchez. Al año siguiente lanzan un disco doble titulado "Zig Zag", basada en la música de Otavalo, Ecuador, con una gran acogida en el público otavaleño siendo considerada como parte de la música tradicional local.
En 1994 viajan a Huancané, Perú a seleccionar un grupo de sikuris para una serie de presentaciones en Roma bajo el nombre de "Proyecto Pariwana" y grabar un disco con el mismo nombreque sería lanzado el 2002.
En el año 1998 fundan un quinteto de cuerda llamado "Quinteto Cinquelyre", conformado por músicos pertenecientes a la orquesta de Ennio Morricone, con quienes grabarían discos posteriores.
En el año 2000 lanzan "Escarcha y Sol" junto a Horacio Durán y Osvaldo Torres.
En el año 2003, en base al estudio de música aimara desarrollan el sistema de Partituras Micrónicas que utilizarían en el disco "Opus Primum" (2006). Dicho sistema les permitió reproducir música nativa de manera satisfactoria con lo cual logran el objetivo que se plantearon como proyecto musical y deciden refundarse con el nombre Il Laboratorio delle Uova Quadre (ILDUQ).
Fruto de unos viajes de investigación entre Perú y Bolivia, en 2009 lanzan su primera obra "Opera Selvaggia" bajo el nuevo nombre (ILDUQ), ese mismo año se presentaron en el Teatro Nacional Sucre, en Quito, y en el 2014 en Colombia.
En el 2012 lanzaron el disco Argento Vivo, dedicado a la música del Norte Argentino.
En el año 2014 participan en un panel dedicado a la Partitura Micrónica en el marco de una conferencia de Etnomusicología en la Escuela de Estudios Orientales y Africanos junto al académico británico Henry Stobart.
El 2017, graban la banda sonora de la película ecuatoriana "HUAHUA" y en agosto del mismo año se presentan en un evento en el Museo de Arte Contemporáneo de Castilla y León.
En agosto del año 2023 Raffaele Clemente fallece prematuramente y su hermano Felice toma la tarea de preservar y difundir su labor musical.
En julio del 2024 se realiza el I Seminario de Música Andina en Ecuador, Perú y Chile a cargo de Felice Clemente y Laura Grasso.

## Partituras Micrónicas
Una Partituras Micrónica es un método de transcripción musical desarrollado por los hermanos Clemente. Es similar a una partitura musical pero incluye información de cualquier accidente acústico más allá de las notas musicales.

## Obra Visual
La agrupación optó por ilustraciones, a cargo de Felice Clemente, como portadas de los discos en respuesta al problema del uso de fotografías de músicos indígenas anónimos, cuyos instrumentos no estaban ni siquiera presentes en las grabaciones, práctica común en los discos de música andina que se vendían en Europa en décadas pasadas. La obra plástica de Felice Clemente es mayormente figurativa, en sus primeros años representa a los andes y a sus músicos para volverse más simbólica con el tiempo y plasmar conceptos aprendidos durante su trayectoria musical.

## Discografía

### Trencito de los Andes
- 1983- Yawar Fiesta
- 1990- Expreso Transandino
- 1991- La Scoperta di Colombo
- 1992- ¡Hermano Residente!
- 1993 - Zig-Zag-Parte Primera
- 1993 - Zig-Zag-Parte Segunda
- 1994- C’era una Volta il Sicu…
- 1994- Indianshadows
- 1995- Academia del Altiplano
- 1995- Overdrive
- 1996- Sortilèges des Andes
- 1997- Overdrive 2
- 2000 - Escarcha y Sol (con Osvaldo Torres y Horacio Durán)
- 2002 - Il Puma e gli Arconauti
- 2002- Proyecto Pariwana
- 2003 - CONTINENTE LÍQUIDO 1 - Castellino delle Formiche '89/91
- 2003 - CONTINENTE LÍQUIDO 2 - Castellino delle Formiche '89/91
- 2003 - CONTINENTE LÍQUIDO 3 - Castellino delle Formiche '89/91
- 2003 - CONTINENTE LÍQUIDO 4 - Castellino delle Formiche '89/91
- 2003 - CONTINENTE LÍQUIDO 5 - Castellino delle Formiche '89/91
- 2006- Opus Primum-Sicu Phusiris-Jjaqtassiña Irampi Arcampi

### Il Laboratorio delle Uova Quadre
- 2009- Opera Selvaggia I - La Fábula del Pinquillo y de la Ispalla
- 2009- Opera Selvaggia II -  La Aventura del Moceño y del Trencito
- 2012- Argento Vivo
- 2015- Chicaguman Carretero
- 2017- HUAHUA